# Vicia pyrenaica
Vicia pyrenaica är en ärtväxtart som beskrevs av Pierre André Pourret de Figeac. Vicia pyrenaica ingår i släktet vickrar, och familjen ärtväxter. Inga underarter finns listade i Catalogue of Life.